# Parafia Matki Bożej Różańcowej w Mikołajkach
Parafia Matki Bożej Różańcowej w Mikołajkach – rzymskokatolicka parafia należąca do diecezji ełckiej.

## Historia
Prawdopodobnie w 1933, gdy biskupem warmińskim był bp Maksymilian Kaller, na potrzeby mikołajskich katolików zakupiono z funduszu św. Bonifacego budynek przy obecnej ul. Michała Kajki 27. W jednej części tego budynku (obecnej plebanii) urządzono kaplicę, w drugiej zamieszkała rodzina państwa Dankowskich, która opiekowała się kaplicą. Zakupiono też plac przy kaplicy i zaczęto gromadzić materiał na budowę świątyni. Zrobiono plany architektoniczne, opracowano projekt, który został zatwierdzony, lecz do budowy świątyni nie doszło z powodu wybuchu wojny. Dopiero w 1948 parafia została kanonicznie erygowana jako Mazurska Placówka Duszpasterska.

## Duszpasterstwo
Obecnie proboszczem jest ks. kan. Tadeusz Machaj.

## Grupy parafialne
Przy parafii działalność prowadzą: Odnowa w Duchu Świętym, Wspólnota Żywego Różańca, Szkolne Koło Caritas i Parafialny Zespół Caritas.